# بی‌ای‌ئی سیستم
بی‌ای‌ئی سیستم (انگلیسی: BAE Systems Inc.) شرکت هوافضای آمریکایی بریتانیایی است، که در سال ۱۹۹۹ توسط شرکت بی‌ای‌ئی سیستمز تأسیس شد.